# Cattleya mossiae
Cattleya mossiae is een soort uit de orchideeënfamilie (Orchidaceae). De soort komt voor in het noorden van Venezuela en groeit daar in bergketens nabij de kust.